# Nauruz
Nauruz pers. نوروز, (zm. 13 sierpnia 1297) – mongolski emir, buntownik na terenie Transoksanii. 
Był synem mongolskiego wicekróla na wschodnich terenach ilchanatu. W 1289 wszczął powstanie, którego nie udało się stłumić władzom centralnym. Nauruz reprezentował zarówno feudałów, którzy nie zgadzali się z próbami centralizacji władzy, jak i opcję promuzułmańską, opowiadającą się za porozumieniem z wyższymi muzułmańskimi warstwami. Pragnąc zyskać poparcie miejscowej ludności, zdecydował się przyjąć islam. W 1297 roku został pokonany i zabity w wyniku wyprawy Mahmuda Ghazana. Do historii przeszedł jako prześladowca nestorian. 